# Île Sif
Pour les articles homonymes, voir Sif.
 (mars 2020).
L'île Sif (ou Sif island) est une petite île granitique, de l’océan Antarctique dans la mer d'Amundsen. Elle fait face au glacier de l'île du Pin.

## Toponymie
Les scientifiques l'ont nommée en l'honneur de la déesse Sif, associée à la terre et épouse du dieu Thor dans la mythologie nordique.

## Géographie
L'île, de 350 m de long, est composée de granite, une roche plutonique formée par un refroidissement lent, du magma profond. Elle se situe dans la mer d'Amundsen en face du glacier de l'île du Pin.

## Histoire
Elle a été découverte en février 2020 par des chercheurs du Thwaites Glacier Offshore Research (THOR). Elle est sans doute apparue il y a quelques années, peut-être dans la décennie 2010, à la suite du retrait du glacier de l'île du Pin, étant restée invisible même aux satellites sous sa calotte de glace.

Le 11 février 2020, la géologue océanique américaine Julia Wellner annonce sur Twitter qu'un de ses compagnons à bord du brise-glace scientifique Nathaniel B. Palmer a repéré une côte rocheuse non-répertoriée sur les cartes. Le fait que les navires passant par la mer d'Amundsen sont extrêmement rares et que l'île soit probablement apparue dans les années 2010 font que les passagers du Nathaniel B. Palmer sont vraisemblablement les premiers humains à avoir vu l'île Sif. La membre d'équipage Sarah Slack note dans son journal de bord : 

« Au début, nous pensions qu'un iceberg s'était peut-être logé sur les affleurements il y a des années et avait ensuite suffisamment fondu pour exposer sa roche sous-jacente, mais maintenant nous pensons que la glace sur l'île faisait autrefois partie de la plateforme glaciaire de l'île du Pin. »

La découverte est "officialisée" par un article de la chercheuse Giuliana Viglione publié dans Nature le 21 février.
Le 23 février 2020, une équipe de chercheurs, incluant entre autres Julia Wellner, CD Hillenbrand, Laura Taylor et Giuliana Viglione, accostent sur l'île pour prélever des échantillons géologiques, ce qui semble faire d'eux les premiers humains à poser le pied sur l'île Sif. Le même jour, les 3 premières photos prises sur l'île, faites par CD Hillenbrand et Laura Taylor, sont publiées sur le compte Twitter de Wellner.